# Матија Бан
Матија Бан (Петрово Село код Дубровника, 16. децембар 1818 — Београд, 1/14. март 1903) био је српски професор, политичар, књижевник, дипломата и академик. Један је од најпознатијих представника националног покрета Срба у Дубровнику.
Школовао се у Дубровнику, где је завршио гимназију, филозофске и педагошке науке. Радио је прво као писар у једној адвокатској канцеларији, а потом у катастру у Дубровнику. Провео је неколико година на Истоку, на острву у цариградској околини, Цариграду и Бурси, повремено подучавајући друге, учећи и сам, а повремено је живео на свом имању у Анадолији.
Године 1844. дошао је у Београд, где постаје васпитач кћери кнеза Александра Карађорђевића. Био је шеф прес-бироа и водио је послове националне пропаганде. Био је члан Српске краљевске академије као и један од најплоднијих српских писаца свог доба. Писао је драме у духу класицизма и трагедије у стиху, са историјском тематиком; познате су и његове педагошке расправе као и пионирски радови у области војне теорије. Његове најпознатије драме су: Мерима, Смрт Уроша V, Краљ Вукашин, Кнез Никола Зрињски, Јан Хус и многе друге.
По његовом имању и кући један део Београда носи назив Баново Брдо, где му је и подигнут споменик. Он је сковао реч четник и увео реч Југословен у јавни дискурс.

## Породица
Супруга му је била пореклом Гркиња, Маргарита, а старија ћерка им је била Полексија Тодоровић. Полексија је била сликарка и супруга сликара Стеве Тодоровића. У Риму је у време Првог светског рата основала и била на челу друштва „Комитет српских жена“.

## Школовање
Школовао се у Дубровнику, где је завршио гимназију, филозофске и педагошке науке. Године 1834. ступио у фрањевачки ред, али је убрзо из њега иступио.

## Педагошки рад и дипломатске мисије
Радио је прво као писар у једној адвокатској канцеларији, а потом у катастру у Дубровнику. Провео је неколико година на Истоку, на острву Халки у цариградској околини, Цариграду и Бурси, повремено подучавајући друге, учећи и сам, а повремено је живео на свом имању у Анадолији. Године 1844. дошао је у Београд, где постаје васпитач кћери кнеза Александра Карађорђевића.
Као резултат тог педагошког рада су три свеске Воспитатеља женског (1847)
Био је шеф прес-бироа и водио је послове националне пропаганде и члан Српске краљевске академије, а у исто време један од најплоднијих српских писаца. Писао је драме у духу класицизма и трагедије у стиху, са историјском тематиком; познате су и његове педагошке расправе. Његове најпознатије драме су: Мерима, Смрт Уроша V, краљ Вукашин, кнез Никола Зрињски, Јан Хус и многе друге.
Матија Бан је оснивач једног политичког програма националног уједињења и ослобођења Јужних Словена. Држава би требало да буде нека врста уније Хрватске и Србије, којој би се потом, по жељи, прикључила и велика Бугарска. Бугарски кнез Фердинанд га је одликовао 1897. године највишим степеном бугарског ордена за грађанске врлине. Према Бановом концепту федералне југословенске државе, Србија треба да има улогу коловође, и границе би јој биле историјске српске земље од ријека Врбас и Цетина до града Софија, уједињењем: Србија, Срем, Бачка, Банат, Босна, Херцеговина, Црна Гора, Стара Србија, сјеверна Албанија, Бока которска, Далмација и Босанска крајина. Хрватско-славонски остатак југословенских територија на запад би заједно и са словеначким областима и приморјем до Трста укључивао Велику Хрватску. Овај план је уручио Стевану Книћанину.
У своме обраћању Јовану Ристићу, тадашњем министру иностраних дела Кнежевине Србије, 23. марта 1879. године Матија Бан предлаже оснивање Одбора за Македонију под заштитом Св. Саве. Задатак тог Одбора био би штампање књига за то подручје, као и »да одбор тражи српске учитеље за тамошње пределе и означава децу која би се отуд примала са благодејањем у наше школе«. Уз то, предложио је и оснивање пододбора у Врању, Скопљу, Тетову, Куманову, Призрену, Кичеву, Прилепу, Костуру, Охриду.

## Каријера
У прво време је службовао при адвокатској канцеларији једног дубровачког адвоката, а потом и у катастру Дубровника, да би 1839. године прешао у Цариград, где је као професор италијанског језика предавао у грчкој школи на Халки. Савладао је и француски и грчки језик и у француској школи на Халки факултативно похађао предавања из области војних наука. У школу Св. Вендикта у Цариграду прешао је 1840. године као наставник историје и географије, а истовремено је у  школи Бебека предавао француски језик. У Анадолију је прешао 1841. године и купио имање у Бурси, које је продао 1844. године и прешао у Београд, одбивши претходно све понуђене му професорске службе у Цариграду. У Београду је почевши од 1845. године радио као васпитач ћерке кнеза Александра Карађорђевића, Клеопатре (1835—1855), на основу чега је објавио и књигу Воспитач женски (у три тома) 1847. године. На Лицеју у Београду је 1850. године предавао француски језик и историју књижевности. Од оснивања Школе за телеграфисте и на Војној академији, предавао је француски језик од 1858. године. По оснивању Пресбироа Министарства иностраних дела Кнежевине Србије 1861. године, био је његов први начелник, где се задржао до пензионисања 1880. године.
У време Српског покрета у Угарској 1848-1849 године био је изузетно активан на дипломатском пољу, као и касније у време Кримског рата 1853-1856 године. У дипломатским мисијама боравио је у Карловцима код патријарха Јосифа (Рајачића) 1848, а исте године и код бана Јосипа Јелачића и код Људевита Гаја у Загребу; по налогу српске владе. У Новом Саду је Матија Бан 1848. године саставио прокламацију којом позива Србе да то да од централних власти траже самоуправу у Аустријској Царевини. Држао је и патриотске и политичке говоре по српским местима у Аустрији, а у Задру је објавио још једну прокламацију народу Далмације, да се придружи српском покрету. На повратку је боравио и у Дубровник, где је саставио српско-дубровачку химну; као и на Цетињу, на двору Петра II Петровића Његоша. На Цетињу и у Дубровнику, поново је боравио већ наредне, 1849. године, за време српско-мађарских борби. У Београд се вратио 1850. године. У време Кримског рата је 1854. и 1855. године ишао дипломатским послом у Цариград и на Цетиње, на двор кнеза Данила Петровића Његоша. У Карловце и Беч путовао је 1860. и 1861. године, опет у дипломатске мисије по налогу српске владе.
Матија Бан се залагао за идеје либералног католицизма и био један од водећих представника српског католичког покрета у Дубровнику. У Београду је био близак кругу Илије Гарашанина, као изразити присталица јужнословенског уједињења. Према његовом нацрту, који је саставио у Београду, јужнословенско уједињење би требало да буде извршено спајањем уједињених српских земаља са хрватским у конфедерацију, којој би се могла прикључити и Бугарска, у чему се огледа и велика сличност са Гарашанином. Бан је сковао и израз „Југословен“ 1835. године, а у време Српског покрета 1848-1849 године и реч „четник“ и саставио Правила о четничком ратовању, чиме је постао родоначелник, оснивач српског четничког покрета.
Матија Бан се остварио и као један од најплоднијих српских писаца. Писао је песме, прозна књижевна дела и историјске радове. Сарађивао је са бројним листовима који су излазили у Србији или међу Србима у Аустрији, у Цариградском гласнику (листу Срба из Османског царства) и у листу L’Avenire (Будућност) у Дубровнику. Од књижевних дела, највећи траг је оставио драмама са историјском тематиком у духу класицизма и стихованим трагедијама, од којих су најпознатије Смрт Уроша V, Краљ Вукашин, Мерима. У историографији је оставио нешто мање значајно дело, првенствено научно-популарне и публицистичке расправе, међу којима се истичу Првобитни и каснији словени на Балканском полуострву, О решавању источног питања у вези са старијом и новијом српском историјом, О Карађорђевом раду на унапређењу просвете...
Од 12. јануара 1858. године био је редовни члан Дружства Србске Словесности (скр. ДСС), од 29. јуна 1864. године: Редовни члан Српског ученог друштва (скр. СУД), односно Одсека за науке моралне, језикословне и литературне. Од 5. априла 1887. године постао је члан Српске краљевске академије (скр. СКА), односно Академије уметности а дд 27. маја 1887. до 22. фебруара 1892. године био је Секретар Српске краљевске академије.
У националном раду, Бан се посебно истицао. Предложио је оснивање Друштва Светог Саве. Док је био у Београду, Матија Бан је 1879. године први изнео идеју подизања цркве Светог Саве на Врачару. Касније, 1895. године је основано Друштво за подизање храма светог Саве на Врачару, а 1905. године расписан јавни конкурс за израду пројекта храма. Подржао је и пропагирао план српског државника Илије Гарашанина Начертаније.
Пионир је објављивања публикација на тему војне теорије међу Србима и први је изнео идеју о покретању војних школа у Србији.

## Наслеђе
По његовом имању и кући један део Београда носи назив Баново Брдо.
Бан је 1848. сковао реч четник по узору на пољски језик да би означио герилца у Грбаљској буни. Први је увео термин „Југословен”, а то је учинио у једној својој песми из 1835. године.
Спада међу најпродуктивније српске писце.
У мају 2022. постављен је споменик Матији Бану испред зграде општине Чукарица.

## Дела
- Бан, Матија: „Воспитатель женскій пише Матія Банъ“ Прва свезка (Београд: Кньигопечатня Княжества Србскогъ, 1847)
- Бан, Матија: „Правила о четничкой войни. Протолмачіо изъ польскога са некимъ променама, изметцима и додатцима Матія Банъ.“ (Београд: Кньигопечатня Княжества Србскогъ, 1848)
- Бан, Матија: „Основи рата. Саставio по начелама найискусніи войвода Матія Банъ.“ (Београд: Кньигопечатня Княжества Србскогъ, 1848)
- Бан, Матија: „Мейрима или Бошняаци: Позоришно дѣло у петъ раздѣла. Списао Матія Банъ Дубровчанинъ“ (Нови Сад: Нар. Кнъигопечатня Др. Данила Медаковића, 1851)
- Ban, Matija: „Dubrovnik cviet narodnoga književstva: Svezak drugi za godinu MDCCCLI“ (Zagreb: Tiskarnica Dra. Ljudevita Gaja, 1851)

- Бан, Матија: „Цвиети србске: Драма у петъ раздѣла. Написао Матія Банъ за педесето-годишню светковину ослобођеня Србiє“ (Београд: Кньигопечатня Александра Андрића, 1866)
- Ban, Matija: „Car Lazar ili Propast na Kosovu: Tragedija u 5 razdjela“, Dubrovnik: Zabavnik Narodne štionice dubrovačke za godinu 1867 (Split: Brzotiskom Antuna Zannoni, (1866). стр. 25-144)
- Ban, Matija: „Smrt posljednjega Nemanjića: Tragedija u 5 razdiela“, Dragoljub: Zabavni i poučni list Broj 19 (Zagreb: Gjuro Dreželić, (1867). стр. 289-296)
- Ban, Matija: „Uroš V i mati mu Jelena: Tragedija u pet razdjela“, Dubrovnik: Zabavnik Narodne štionice dubrovačke za godinu 1868 (Split: Brzotiskom Antuna Zannoni, (1868). стр. 3-55)
- Ban, Matija: „Vanda kraljica poljska: Tragedija M. Bana u 5 činova“ (Dubrovnik: Naklada tiskarnice Dragutina Pretnera, 1882, Slovinac Broj 7. стр. 98-105)
- Ban, Matija: Zanosi, 1883, (Slovinac Broj 4. str. 61-62)
- Ban, Matija: „Jan Hus: Tragedija u 5 činova“ (Dubrovnik: Naklada tiskarnice Dragutina Pretnera, 1884, Slovinac Broj 3 – pp. 34–42, Broj 4 – pp. 50–57, Broj 5 – pp. 65–74, Broj 6 – pp. 83–90, Broj 7 – pp. 97–105)
- Бан, Матија: „Solution de la Question d'Orient: par l'Europe ou par La Porte?“ (Београд: Imprimerie d'État, 1885)
- Ban, Matija: „Knez Nikola Zrinjski: Junačka drama u pet činova“ (Zagreb: Matica hrvatska, 1888)
- Бан, Матија: „Моралне и политичне искрице из словенске историје“ (Београд: Краљевско-српска државна штампарија, 1888)
- Бан, Матија: „О Ивану Гундулићу“ (Београд: Краљевско-српска државна штампарија, 1888)
- Бан, Матија: „Марта Посадница или Пад Великог Новгорода“ (Београд: Краљевско-српска државна штампарија, 1889)
- Бан, Матија: „Живот мајора Мише Атанасијевића“, Гласник српског ученог друштва Књига 71 (Београд: Српско учено друштво, 1890)
- Бан, Матија: „Дјела“ I-VIII (Београд: Краљевско-српска државна штампарија, 1889-1892)

## Галерија
- Матија Бан (1818—1903), шеф прес-бироа (и први човек) за националну пропаганду Кнежевине Србије
- Гроб Матије Бана на Новом гробљу у Београду, парцела 7
- Гроб Матије Бана на Новом гробљу у Београду, парцела 7
- Матија Бан (1818—1903), српски песник, историчар и просветни радник.
- Књига „Правила о четничкой войни. Протолмачіо изъ польскога са некимъ променама, изметцима и додатцима Матія Банъ.“, чији је аутор Матија Бан (1818—1903), отац српског четничког покрета и четничке војне организације